# Био-Дом
«Био-Дом» (англ. Bio-Dome — «Биокупол») — американский комедийный фильм 1996 года, снятый режиссёром Джейсоном Блумом. Он был снят компанией Motion Picture Corporation of America при бюджете 8,5 млн долларов и распространен в кинотеатрах компанией Metro-Goldwyn-Mayer.
Сюжет фильма вращается вокруг двух неуклюжих, туповатых бездельников, которые во время поездки ищут туалет в торговом центре. Торговый центр оказывается «био-домом» — замкнутой экологической системой, в которой пятеро учёных будут находиться в течение года. Тема экологии в фильме сочетается с употреблением наркотиков, сексуальными намеками и туалетным юмором.
В фильме снялись Поли Шор и Стивен Болдуин, а также появились такие знаменитости, как Роджер Клинтон и Патриция Херст, а Джек Блэк и Кайл Гэсс впервые привлекли к себе внимание мировой общественности в фильме «Био-Дом», впервые выступив вместе как Tenacious D на экране.
В Северной Америке фильм собрал в прокате 13 млн долларов и был разгромлен критиками, получив рекордно низкую оценку 1/100 на Metacritic. Его часто считают одним из худших когда-либо снятых фильмов.

## Сюжет
Лучшие друзья Бад «Скуэррел» Макинтош и Дойл «Стабс» Джонсон живут вместе в Аризоне, но их подружки, эко-активистки Джен и Моник, бросают их из-за их ребячества. Возвращаясь домой, друзья проезжают мимо «Биодома», где учёный Ной Фолкнер собирается изолировать свою команду на год без связи с внешним миром. Приняв Биодом за торговый центр, Бад и Дойл заходят внутрь, чтобы сходить в туалет, но оказываются запертыми вместе с учёными. Доктор Лики, инвестор проекта, обнаруживает парней и требует выгнать их, но доктор Фолкнер отказывается, аргументируя это тем, что это разрушит цель эксперимента. Хотя поначалу всё идет гладко, позже ситуация принимает отрицательный оборот, так как Бад и Дойл продолжают дурачиться, причиняя вред себе и разрушая многие проекты учёных. Те умоляют доктора Фолкнера избавиться от непрошеных гостей, но он выходит из себя лишь после того, как двое находят тайник с нездоровой пищей и экспериментируют с веселящим газом. Негодников сажают в пустынную секцию, однако после трёх дней изоляции герои обнаруживают ключ в замке одного из окон, который открывает чёрный ход, и сбегают из Биодома.
Остановившись перекусить, Бад и Дойл узнают, что Джен и Моник участвуют в экологической вечеринке с другими парнями, и решают устроить свою, более «крутую» (по их мнению) вечеринку внутри Биодома, надеясь, что девушки пересмотрят своё отношение к ним. Вечеринка не удаётся, поскольку в здании воцаряется хаос, а Джен и Моник вновь отрекаются от друзей. Учёные готовятся покинуть Биодом, но, осознавая свои идиотские действия, Бад и Дойл просят команду остаться и отремонтировать комплекс, утверждая, что реальный мир не лучше, а Дойл в качестве последнего аргумента глотает ключ. Придя к согласию, парни и учёные объединяются, чтобы починить купол, а спустя некоторое время, благодаря усилиям Бада и Дойла, у проекта появляется куча поклонников и сторонников, в число которых входят и Джен с Моник. Тем временем доктор Фолкнер, пропавший в ночь вечеринки, сходит с ума и начинает строить план по уничтожению Биодома с помощью самодельных бомб из кокосовых орехов.
Через несколько месяцев Бад, Дойл и команда успешно восстанавливают Биодом, но за ночь до торжественного открытия парни находят доктора Фолкнера и просят у него прощения за свои проступки. Фолкнер рассказывает им, что готовит пиротехнику для церемонии, и просит их помочь подложить её под здание. Бад и Дойл соглашаются, не подозревая, что «пиротехникой» на самом деле являются бомбы. Оставшись наедине с кокосами, они играют с одним из них, как с мячом, однако после неудачного паса орех падает и взрывается. Герои предупреждают остальных об опасности и пытаются выбраться первыми, но дверь нельзя открыть, пока таймер обратного отсчёта не обнулится, и бомбы не сдетонируют. Бад и Дойл бегут обратно в Биодом, чтобы найти доктора Фолкнера и заставить его деактивировать взрывчатку. Догнав безумца, парни вырубают его и с помощью пульта отключают кокосы.
Завершив эксперимент, команда собирается выйти из комплекса через открывшуюся дверь, но стоило им сделать шаг, как доктор Фолкнер возвращается с последней кокосовой бомбой, после чего спотыкается, и бомба взрывается (однако, все остаются целы). Бад, Дойл, Джен и Моник прощаются с учёными Биодома и уезжают. Их машина подъезжает к таинственной атомной электростанции, и Дойл вновь просится в туалет. Доктор Фолкнер тем временем выбирается из Биодома через окно в пустынной секции, забрав ранее проглоченный Дойлом ключ, и бежит по пустыне, преследуемый полицией.

## В ролях
| - Поли Шор — Бад «Скуэррел» Макинтош - Адам Вейсман — Бад в детстве - Стивен Болдуин — Дойл «Стабс» Джонсон - Робби Тибо-младший — Дойл в детстве - Уильям Атертон — доктор Ной Фолкнер - Джой Лорен Адамс — Моник - Тереза Хилл — Джен - Роуз Макгоуэн — Дениз - Дениз Дауз — доктор Оливия Биггс - Кевин Уэст — Т. С. Ромул - Кайли Миноуг — доктор Петра фон Кант - Дара Томанович — Мими Симкинс - Генри Гибсон — доктор Уильям Лики | - Патрисия Херст — миссис Джонсон - Роджер Клинтон — профессор Блум - Тейлор Негрон — Рассел - Джереми Джордан — Трент - Чэннон Роу — Роуч - Тревор Сент-Джон — Паркер - Бутч Маккейн — репортёр Иоахим Уэст - Бен Маккейн — ведущий новостей Эйрист Уэст - Tenacious D (Джек Блэк и Кайл Гэсс) — камео - Фил Ламарр и Пол Эйдинг — помощники - Фил Проктор — Эксл - Роджер Бампасс — рассказчик |

## Реакция
На сайте Rotten Tomatoes фильм имеет рейтинг одобрения 4 % на основе отзывов 25 критиков. Критический консенсус гласит: «Как и два его несносных главных героя, это ужасно несмешное творение Поли Шора должно оставаться отрезанным от общества». На Metacritic фильм получил оценку 1 из 100 на основании отзывов 10 критиков, что означает «преобладающее неприятие». Он стал одним из одиннадцати фильмов, получивших такую оценку; остальными являются: «10 правил для тех, кто спит с кем попало», «Анатомия насилия», «Непристойная комедия», «Не круто», «Поющий лес», «Малыши из мусорного бачка», «Смерть нации», «Крепкие тела», «День матери» и «Лига мечты». Зрители, опрошенные Cinemascore, поставили фильму оценку «B-» по шкале от «A» до «F».
Леондард Клади из Variety написал: «Это отнюдь не вдохновляющее безумство. Ни сценарий, ни режиссура не соответствуют концепции, и картина превращается скорее в „Био — разлагающийся мусор“, чем в забавную шутку о серьёзных проблемах и серьёзных намерениях, которые пошли не по плану». Оуэн Глейберман из Entertainment Weekly поставил фильму оценку «F», отметив, что «в „Био-доме“ нет следов остроумия, но это вряд ли сюрприз». Стивен Холден из The New York Times назвал фильм «неумелым почти во всех отношениях». Трэвис Кларк из Business Insider назвал его «третьим худшим фильмом всех времён» по мнению критиков и зрителей. Эрик Снайдер для MTV News написал, что «ничто не может объяснить… фильм „Био-Дом“, который является — и я не делаю это утверждение легкомысленно — худшим преступлением, когда-либо совершённым против человечества за всю записанную историю».
Певица Кайли Миноуг, снявшаяся в фильме в роли океанографа Петры фон Кант, назвала участие в фильме худшим решением в своей карьере.

### Награда
На церемонии вручения премию «Золотая малина» в 1997 году Поли Шор получил премию в номинации «Худшая мужская роль» (вместе с Томом Арнольдом) за роли в таких фильмах, как «Большие парни», «Автостоянка» и «Семейка придурков». На церемонии вручения премии «Stinkers Bad Movie Awards» в 1997 году фильм победил в двух из трёх номинаций: «Худшая экранная причёска» (Стивен Болдуин) и «Самая болезненно несмешная комедия». Шор также был номинирован на «Худшую мужскую роль», но проиграл Тому Арнольду за его игру в тех же трёх фильмах.

## Продолжение
18 декабря 2013 года Стивен Болдуин появился на радиошоу Манкоу Мюллера и подтвердил, что ведёт переговоры с Поли Шором о создании продолжения фильма о детях их героев Бада и Дойла. Также Болдуин заявил, что за роль в «Био-Доме» он получил больше признания, чем в любом другом из своих фильмов. В интервью, опубликованном в Variety в 2017 году, он подтвердил своё желание снять сиквел, сказав, что Шор был заинтересован, и у него есть финансирование, но требуется одобрение студии.